# Витвицький Андрій Ярославович
Андрі́й Яросла́вович Витви́цький (псевдо: «Спікер»; нар. 31 грудня 1987, Івано-Франківськ — пом. 16 січня 2018, Авдіївка, Україна) — український громадський активіст, учасник війни на сході України, доброволець розвідгрупи «Санти» ДУК ПС.

## Життєпис
Андрій Витвицький народився в місті Івано-Франківську. Навчався з 1994 року в ЗОШ № 14 з польською мовою навчання, з 2000 року в ЗОСШ № 3, у класі з польською мовою навчання, яку закінчив у 2005 році.
Навчався у Львівській римо-католицькій духовній семінарії з 2005 по 2010 рік. Активний учасник Революції гідності, один із засновників Правого сектору, член групи швидкого реагування «Черепахи», у лавах Правого сектору брав участь у протистояннях на вул. Грушевського, на Інститутській, в Будинку Профспілок.

### Сім'я
Андрій Витвицький одружився з Олександрою Гончарук 12 жовтня 2014 року в Греко-католицькій церкві в Покровську на базі ДУК ПС у Дніпропетровській області. 27 травня 2015 року в подружжя народилась донечка Надійка.
У Андрія Витвицького залишились мати Тетяна та сестра.

### Військовий шлях
Після Майдану пішов добровольцем на фронт у складі 5-го окремого батальйону ДУК ПС. Воював на сході України з 2014 року. Згодом перейшов до розвідгрупи «Санта».

### Обставини загибелі
Загинув увечері 16 січня 2018 року в промзоні м. Авдіївка внаслідок вибуху міни, від осколкових поранень, що несумісні з життям.
Після прощання на Майдані Незалежності в Києві тіло було доставлене на батьківщину, де 19 січня 2018 року в Івано-Франківському костелі «Христа Царя» відбулось прощання Андрієм Витвицьким. Похований на Алеї Слави міського цвинтаря в Чукалівці.

## Нагороди
- Відзнака «Бойовий Хрест Корпусу» (посмертно, відзн. № 018. Наказ № 94/18 від 11 лютого 2018 року)[8].
- Відзнака «За оборону Авдіївки»

## Почесні звання
- 25 квітня 2019 року йому присвоєно звання «Почесний громадянин міста Івано-Франківська» (посмертно)[9].

## Вшанування пам'яті
16 вересня 2018 року в Івано-Франківську на фасаді школи № 3, в якій навчався Андрій Витвицький, відкрили пам'ятну дошку на його честь.
З 2019 року в Івано-Франківську проводиться турнір «Юний Дракончик» з тхеквондо ВТФ, присв'ячений пам'яті Андрія Витвицького «Спікера».
Вшановується в меморіальному комплексі «Зала пам'яті», в щоденному ранковому церемоніалі 16 січня.